# Ajdovščina
Ajdovščina (italiano: Aidussina; alemán: Haidenschaft) es una localidad eslovena, capital del municipio homónimo del oeste del país. Se sitúa en el valle de Vipava.
En 2016 la localidad tiene 6665 habitantes, en torno a la tercera parte de la población del municipio.
Se sitúa sobre la carretera H4.

## Deportes
- NK Primorje